# رانكوه
رانكوه (بالفارسية: رانكوه) هي منطقة سكنية تقع في إيران في Rankuh District. يقدر عدد سكانها بـ 956 نسمة .